# Trestia, Buzău
Trestia este un sat în comuna Cozieni din județul Buzău, Muntenia, România. Se află în zona Subcarpaților de Curbură.
La sfârșitul secolului al XIX-lea, satul Trestia era centrul comunei Trestia, din plaiul Pârscov al județului Buzău, fiind formată din satele Ciocănești, Colțeni, Glodurile, Izvoru, Lungești, Nistorești, Pietraru, Pietrile, Punga, Teișu, Trestia, Valea Roatei și Zăpodia, cu 2220 de locuitori în total. În comună funcționau o școală și 2 biserici.
În 1925, comuna Trestia avea 2090 de locuitori și aceeași alcătuire. Comuna a fost desființată în 1968, iar satele ei au fost incluse în comuna Cozieni.